# Listă de orașe din statul Yucatán, Mexic
| Listă de orașe din statul Yucatán |                  |                          |           |                  |                   |
|                                   |                  |                          |           |                  |                   |
| Cod INEGI                         | Municipiu        | Centrul municipal        | Cod INEGI | Municipiu        | Centrul municipal |
| 001                               | Abalá            | Abalá                    | 054       | Muxupip          | Muxupip           |
| 002                               | Acanceh          | Acanceh                  | 055       | Opichén          | Opichén           |
| 003                               | Akil             | Akil                     | 056       | Oxkutzcab        | Oxkutzcab         |
| 004                               | Baca             | Baca                     | 057       | Panabá           | Panabá            |
| 005                               | Bokobá           | Bokobá                   | 058       | Peto             | Peto              |
| 006                               | Buctzotz         | Buctzotz                 | 059       | Progreso         | Progreso          |
| 007                               | Cacalchén        | Cacalchén                | 060       | Quintana Roo     | Quintana Roo      |
| 008                               | Calotmul         | Calotmul                 | 061       | Río Lagartos     | Río Lagartos      |
| 009                               | Cansahcab        | Cansahcab                | 062       | Sacalum          | Sacalum           |
| 010                               | Cantamayec       | Cantamayec               | 063       | Samahil          | Samahil           |
| 011                               | Celestún         | Celestún                 | 064       | Sanahcat         | Sanahcat          |
| 012                               | Cenotillo        | Cenotillo                | 065       | San Felipe       | San Felipe        |
| 013                               | Conkal           | Conkal                   | 066       | Santa Elena      | Santa Elena       |
| 014                               | Cuncunul         | Cuncunul                 | 067       | Seyé             | Seyé              |
| 015                               | Cuzamá           | Cuzamá                   | 068       | Sinanché         | Sinanché          |
| 016                               | Chacsinkín       | Chacsinkín               | 069       | Sotuta           | Sotuta            |
| 017                               | Chankom          | Chankom                  | 070       | Sucilá           | Sucilá            |
| 018                               | Chapab           | Chapab                   | 071       | Sudzal           | Sudzal            |
| 019                               | Chemax           | Chemax                   | 072       | Suma             | Suma              |
| 020                               | Chicxulub Pueblo | Chicxulub Pueblo         | 073       | Tahdziú          | Tahdziú           |
| 021                               | Chichimilá       | Chichimilá               | 074       | Tahmek           | Tahmek            |
| 022                               | Chikindzonot     | Chikindzonot             | 075       | Teabo            | Teabo             |
| 023                               | Chocholá         | Chocholá                 | 076       | Tecoh            | Tecoh             |
| 024                               | Chumayel         | Chumayel                 | 077       | Tekal de Venegas | Tekal de Venegas  |
| 025                               | Dzan             | Dzan                     | 078       | Tekantó          | Tekantó           |
| 026                               | Dzemul           | Dzemul                   | 079       | Tekax            | Tekax             |
| 027                               | Dzidzantún       | Dzidzantún               | 080       | Tekit            | Tekit             |
| 028                               | Dzilam de Bravo  | Dzilam de Bravo          | 081       | Tekom            | Tekom             |
| 029                               | Dzilam González  | Dzilam González          | 082       | Telchac Pueblo   | Telchac Pueblo    |
| 030                               | Dzitás           | Dzitás                   | 083       | Telchac Puerto   | Telchac Puerto    |
| 031                               | Dzoncauich       | Dzoncauich               | 084       | Temax            | Temax             |
| 032                               | Espita           | Espita                   | 085       | Temozón          | Temozón           |
| 033                               | Halachó          | Halachó                  | 086       | Tepakán          | Tepakán           |
| 034                               | Hocabá           | Hocabá                   | 087       | Tetiz            | Tetiz             |
| 035                               | Hoctún           | Hoctún                   | 088       | Teya             | Teya              |
| 036                               | Homún            | Homún                    | 089       | Ticul            | Ticul             |
| 037                               | Huhí             | Huhí                     | 090       | Timucuy          | Timucuy           |
| 038                               | Hunucmá          | Hunucmá                  | 091       | Tinum            | Tinum             |
| 039                               | Ixil             | Ixil                     | 092       | Tixcacalcupul    | Tixcacalcupul     |
| 040                               | Izamal           | Izamal                   | 093       | Tixkokob         | Tixkokob          |
| 041                               | Kanasín          | Kanasín                  | 094       | Tixméhuac        | Tixméhuac         |
| 042                               | Kantunil         | Kantunil                 | 095       | Tixpéhual        | Tixpéhual         |
| 043                               | Kaua             | Kaua                     | 096       | Tizimín          | Tizimín           |
| 044                               | Kinchil          | Kinchil                  | 097       | Tunkás           | Tunkás            |
| 045                               | Kopomá           | Kopomá                   | 098       | Tzucacab         | Tzucacab          |
| 046                               | Mama             | Mama                     | 099       | Uayma            | Uayma             |
| 047                               | Maní             | Maní                     | 100       | Ucú              | Ucú               |
| 048                               | Maxcanú          | Maxcanú                  | 101       | Umán             | Umán              |
| 049                               | Mayapán          | Mayapán                  | 102       | Valladolid       | Valladolid        |
| 050                               | Mérida           | Mérida                   | 103       | Xocchel          | Xocchel           |
| 051                               | Mocochá          | Mocochá                  | 104       | Yaxcabá          | Yaxcabá           |
| 052                               | Motul            | Motul de Carrillo Puerto | 105       | Yaxkukul         | Yaxkukul          |
| 053                               | Muna             | Muna                     | 106       | Yobaín           | Yobaín            |